# Rio Amajari
O rio Amajari é um rio brasileiro ao norte do estado de Roraima. Seu curso dá-se no município de Amajari, tendo como foz o rio Uraricoera.
É cortado pela RR-203 rumo à Serra do Tepequém.